# Laspeyria impuncta
Laspeyria impuncta là một loài bướm đêm trong họ Erebidae.